# 야나기자키 쇼헤이
야나기자키 쇼헤이(일본어: 柳崎 祥兵, 1984년 6월 11일 ~ )는 일본의 전 축구 선수이다.

## 구단 경력
과거 FC 마치다 젤비아, 가고시마 유나이티드 FC에서 활동하였다.